# آلبرتو چکین
آلبرتو چکین (ایتالیایی: Alberto Cecchin؛ زادهٔ ۸ اوت ۱۹۸۹) دوچرخه‌سوار اهل ایتالیا است.
از باشگاه‌هایی که در آن رکاب زده‌است می‌توان به روت–آکروس، و نیپو–وینی فانتینی، روت–آکروس، و ویلیر تریستینا–سله ایتالیا اشاره کرد.